# 石橋重吉
石橋 重吉 （いしばし じゅうきち、1872年〈明治4年〉11月25日 - 1953年〈昭和28年〉11月21日）は、日本の教育者。郷土史家。号は咬菜（こうさい）、豊洲、酔逃。

## 経歴
福井県今立郡粟田部（現・越前市）に生まれる。1887年真宗大谷派学場で英語、漢文、数学を学ぶ。1888年病に倒れ、福井中学の受験を断念し、郷里に戻り病床で独習する。1889年名古屋の小堀蓬髪の漢学塾に入門。1893年名古屋で嚶鳴塾を開き、塾師になる。講義の間には、書生のために炊事もし、近隣から食べ物をもらった際には牡丹餅を作って配った。愛読書はスマイルズの『自助論』。1896年、文部省教員検定試験に合格し、1896年福井中学で倫理と漢文を教える。1898年武生中学校赴任。以後は奈良県・岩手県・神奈川県・和歌山県の中等学校の教員を勤める。1922年に福井県立武生高等女学校（福井県立武生高等学校の前身の一つ）長に、1928年には福井高等女学校（福井県立藤島高等学校の前身の一つ）長に就任し、この頃から郷土史を研究し著作を出版するようになる。
1933年、第9代市立福井図書館長になる。『稿本福井市史』の編纂主任を務める。1934年図書館で「越前並一般今古俳書展覧会」を開催し、その目録を『越前並一般今古俳書展覧会出品目録』にまとめる。1936年5月東京市へ出張の際に、蘆田伊人から明治期の杉田玄白顕彰の会の記録である『杉田玄白先生贈位祝賀会紀事』を借りて手写本を25部作成した。1937年松平慶永の給帳を活字化し、役職名からも人名からも調べられるように索引をつけた『松平家蔵慶永公御代給帳』、1943年には当時図書館で所蔵していた「結城中納言秀康卿分限帳」と「御家中名元イロハ引」をあわせて活字化し『福井藩結城中納言秀康卿分限帳御家中名元イロハ引』を制作した。1940年10月31日～11月2日に開催した展覧会の目録に、ラジオ放送した「丸岡藩砲台址の史蹟」加えて『幕末維新新兵書展覧会目録』を作成した。1945年、図書館が空襲で灰燼に帰すと、その復興時には、日本海側の各県で福井県だけが県立図書館を設置していないことを指摘し、近代的で大規模な図書館を市中心部に設置するよう主張した。こうして県立中央図書館創設運動が起こった。
1947年武生公民館長となり、10月24・25日の行幸において郷土史を御進講した。この行幸の記録を1948年『昭和二十二年十月二十四・五日　武生町行幸誌』にまとめる。1949年に引退。1953年11月21日死去。墓碑銘は1916年から考案し、『南越花筐会誌』15号に掲載していた。
1953年、福井県文化功労者。南越花筐会会員。墓所は多磨霊園。

## 著書

### 単著
- 『若越愛吟愛誦集』福井高等女学校同窓会、1929年。
- 『若越墓碑めぐり』若越掃苔会、1932年。
- 『忠烈のゑ女』越前出雲路派本山毫接寺内のゑ女墓保存会、1932年。
- 『俳人哥川』咬菜文庫、1933年。
- 『仰光日録』石橋重吉、1933年。
- 『継体天皇と越前』咬菜文庫、1935年7月。
- 『若越の方言』北日本出版社、1947年。
- 『若越新文化史』咬菜文庫、1938年12月。
- 『早川弥五左衛門翁小伝』早川弥五左衛門伝記刊行会、1958年3月。
- 『混沌社の長老鳥山崧岳翁小伝』福井図書館、1936年5月。
- 『吉野朝勤王家河島維頼公史料』河島維頼公顕彰会、1938年2月。

### 編著
- 『女学校の窓から』福井県立武生高等女学校、1928年3月。
- 『福井県郷土書目』福井図書館、1934年。
- 『福井県郷土書目第2輯』福井図書館、1935年。
- 『昭和二十二年十月二十四・五日武生町行幸誌』武生町役場、1948年3月。
- 『幕末維新福井名流戸籍調』福井市立図書館、1942年8月。
- 『六百年祭記念新田公墳墓録』福井市立福井図書館、1938年5月。
- 『伊能忠敬越前測量に関する沿海日記』市立福井図書館、1936年7月。
- 『福井藩結城中納言秀康卿分限帳御家中名元イロハ引』福井市立福井図書館、1943年5月。
- 『大演習並地方行幸福井市記録』若越掃苔会、1932年。
- 『越前武生文辰狂歌集』若越掃苔会、1932年。
- 『若越の偉人』大政翼賛会福井県支部、1943年11月。
- 『越前の古俳諧』福井市立福井図書館、1940年9月。
- 『北国民謡の旅』府中書院、1947年9月。
- 『若越研究書目』中村書店、1932年。
- 『稿本福井市史　上下』福井市、1941年。
- 『福井縣足羽郡誌　前篇後篇』足羽郡教育会、1943年。

### 論考
雑誌『南越花筐会誌』に論考を掲載している。
- 13号「勤倹奨励と婦人の自覚」
- 16号「花がたみ　郷土美談　鍛冶十助の子」
- 17号「雲浜先生と粟田部」
- 19号「山村貞輔翁寿碑稿」
- 22号「粟田部俳書の紹介」「春嶽公の和歌」
- 23号「粟田部打毀二件」
- 26号「粟田部外塾長三寺三作の人望」「五十年前粟田部で発行した雑誌二種」「読書普及運動　興亜の指導は読書から」